# ارتور شاو (ورزشکار)
آرتور شاو (انگلیسی: Arthur Shaw; ۲۸ آوریل ۱۸۸۶ – ۱۸ ژوئیهٔ ۱۹۵۵) ورزشکار دو و میدانی اهل ایالات متحده آمریکا بود.